# Conte di Buckinghamshire

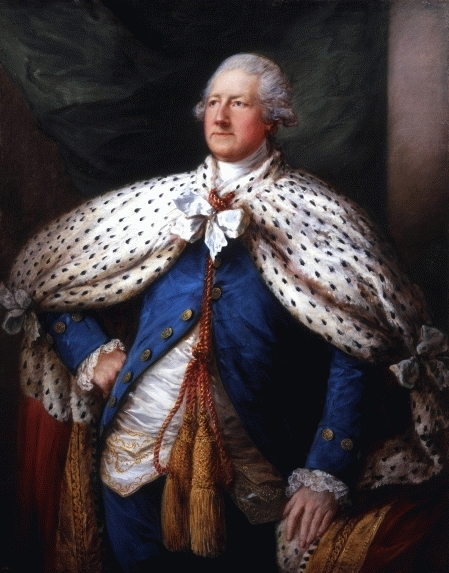
John Hobart, II conte di Buckinghamshire, di Thomas Gainsborough, 1786.

Conte di Buckinghamshire è un titolo nel pari d'Inghilterra. È stato creato nel 1746 per John Hobart, I barone Hobart. La famiglia Hobart discende da Henry Hobart, che ha servito come procuratore generale e Lord Chief Justice of the Common Pleas. Nel 1611 è stato creato Baronetto di Intwood, nella contea di Norfolk. Gli succedette il figlio, il secondo Baronetto, che rappresentò Cambridge, Lostwithiel, Brackley e Norfolk nella Camera dei Comuni. Morì senza eredi e gli succedette il nipote, il terzo Baronetto. Egli sedette come deputato per Norfolk.
Gli succedette il figlio maggiore, il quarto Baronetto. Egli fu scudiero di re Guglielmo III durante la battaglia del Boyne, nel 1690. Ha inoltre rappresentato Norfolk, King Lynn e Bere Alston in Parlamento. Gli succedette suo figlio, il quinto Baronetto, che fu nominato, nel 1728, barone di Hobart e, nel 1746, è conte di Buckinghamshire.

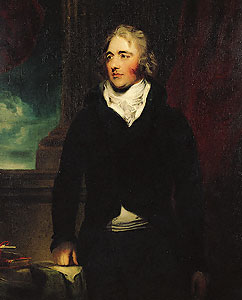
Robert Hobart, IV conte di Buckinghamshire, di Thomas Lawrence.

Alla sua morte i titoli passarono al figlio dal suo primo matrimonio, il secondo conte. Ha prestato servizio come ambasciatore in Russia e come Lord luogotenente d'Irlanda. Morì senza eredi maschi sopravvissuti e gli succedette il fratellastro, il terzo conte, che rappresentò St Ives e Bere Alston nella Camera dei Comuni. Gli succedette suo figlio, il quarto conte, un politico di primo piano. Ha servito come governatore di Madras, come Segretario di Stato per la Guerra e le Colonie e come Cancelliere del Ducato di Lancaster.
Morì senza eredi maschi e gli succedette il nipote, il quinto conte. Egli rappresentò brevemente Mitchell in Parlamento. Nel 1824 ha assunto, grazie a una licenza reale, il cognome aggiuntivo di Hampden. Morì senza figli e gli succedette suo fratello minore, il sesto conte. Gli succedette suo nipote, il settimo conte. Era il secondo, ma unico figlio superstite, di Frederick John Hobart-Hampden, secondo figlio del sesto conte. Lord Buckinghamshire servì brevemente come Lord-in-waiting, durante il governo del conte di Rosebery. Nel 1903 Lord Buckinghamshire assunse i cognomi aggiuntivi di Mercer-Henderson.
Alla sua morte i titoli passarono al suo unico figlio, l'ottavo conte. Non si sposò mai e alla sua morte, nel 1963, gli succedette suo cugino di secondo grado, il nono conte. Non ebbe figli e gli succedette un cugino di secondo grado, il decimo conte.
La residenza ufficiale del conte di Buckinghamshire è Hampden House, nel Buckinghamshire.

## Baronetti di Intwood (1611)
- Sir Henry Hobart, I Baronetto (?-1625)
- Sir John Hobart, II Baronetto (1593-1647)
- Sir John Hobart, III Baronetto (1628-1683)
- Sir Henry Hobart, IV Baronetto (1657-1698)
- Sir John Hobart, V Baronetto (1695-1756) (creato conte di Buckinghamshire nel 1746)

## Conti di Buckinghamshire (1746)
- John Hobart, I conte di Buckinghamshire (1695-1756)
- John Hobart, II conte di Buckinghamshire (1723-1793)
- George Hobart, III conte di Buckinghamshire (1731-1804)
- Robert Hobart, IV conte di Buckinghamshire (1760-1816)
- George Hobart, V conte di Buckinghamshire (1789-1849)
- Augustus Hobart-Hampden, VI conte di Buckinghamshire (1793-1885)
- Sidney Hobart-Hampden-Mercer-Henderson, VII conte di Buckinghamshire (1860-1930)
- John Hampden-Mercer-Henderson, VIII conte di Buckinghamshire (1906-1963)
- Vere Hobart-Hampden, IX conte di Buckinghamshire (1901-1983)
- George Hobart-Hampden, X conte di Buckinghamshire (1944)

Il presunto erede è Sir John Vere Hobart, IV Baronetto (1945).